# Hyalornis
Hyalornis là một chi bướm đêm thuộc họ Geometridae.

## Các loài
- Hyalornis docta (Schaus & Clemens, 1893)